# Serjania rekoi
Serjania rekoi är en kinesträdsväxtart som beskrevs av Standley. Serjania rekoi ingår i släktet Serjania och familjen kinesträdsväxter. Inga underarter finns listade i Catalogue of Life.